# Karol Kornas
Karol Kornas (ur. 16 października 1913 w Piotrowicach, zm. 17 sierpnia 1942 w Berlinie) – podporucznik piechoty rezerwy Wojska Polskiego.

## Życiorys
Syn górnika Tomasza Cipy (poległ na froncie pod Verdun w 1914) i Anny z domu Zychoń.
Karol Kornas ukończył szkołę ludową w Piotrowicach. Był absolwentem gimnazjum mieszczącego się przy ul. Jagiellońskiej 28 w Katowicach (obecnie Wydział Biologii UŚ). W tamtejszej szkole w 1934 uzyskał świadectwo dojrzałości. Następnie powołany do wojska, a we wrześniu 1935 przeniesiony do rezerwy w stopniu podchorążego. Na stopień podporucznika został mianowany ze starszeństwem z 1 stycznia 1937 i 2462. lokatą w korpusie oficerów rezerwy piechoty. Już w 1935 roku zmienił kłopotliwe nazwisko z Cipa (dawne ludowe określenie kury) na Kornas. Od 1938 uczył się w seminarium nauczycielskim w Katowicach, a od 1 września 1939 miał objąć stanowisko nauczyciela w szkole powszechnej w Piotrowicach. Był harcmistrzem w Piotrowicach.
W czasie II wojny światowej pełnił funkcję szefa sztabu Okręgu Śląskiego Służby Zwycięstwu Polski i Związku Walki Zbrojnej, szef oddziału organizacji w Ligocie, szef wywiadu tej organizacji. Jego łączniczką była Helena Matejanka. Aresztowany przez gestapo 18 grudnia 1940 roku. W 1942 roku po torturach został ścięty na gilotynie przez Niemców w Berlinie.
Obecnie imię Karola Kornasa nosi ulica w katowickiej dzielnicy Piotrowice, łącząca ulicę gen. Zygmunta Waltera-Jankego i ulicę A. Kostki-Napierskiego.